# Madushka Peiris
Manwel Peiris Waduge Madushka Peiris (* 5. Oktober 1987) ist ein sri-lankischer Fußballspieler.

## Verein
Der Abwehrspieler spielt im Verein bei Negombo Youth.

## Nationalmannschaft
Zudem ist er Mitglied der sri-lankischen Fußballnationalmannschaft. Seinen ersten internationalen Einsatz hatte er 2006 für die U-20-Auswahl Sri Lankas. In der regulären Nationalmannschaft spielte er u. a. bei den AFC Challenge Cups 2008 und 2010 für sein Land. Bei letzterem Turnier trug er die Rückennummer 18.